# Conde de Rio Maior

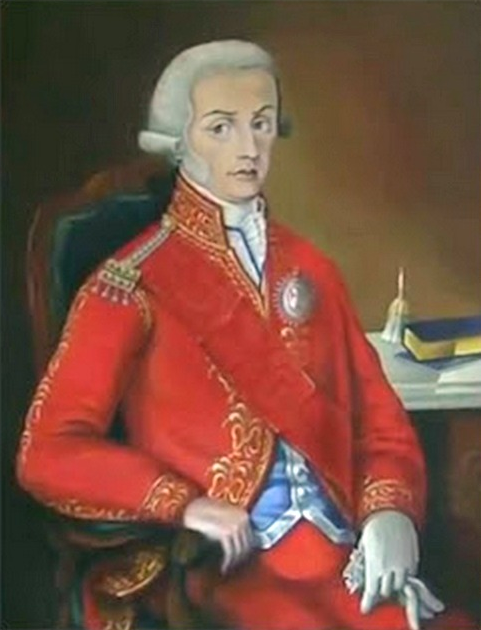
O 1.º Conde de Rio Maior

Conde de Rio Maior é um título nobiliárquico português criado por D. João, Príncipe Regente de D. Maria I de Portugal, por Decreto de 18 de Setembro de 1802 e Carta de 8 de Janeiro de 1803, em favor de João Vicente de Saldanha Oliveira Juzarte Figueira e Sousa.
Titulares
1. João Vicente de Saldanha Oliveira Juzarte Figueira e Sousa, 1.º Conde de Rio Maior;
2. António de Saldanha Oliveira Juzarte Figueira e Sousa, 2.º Conde de Rio Maior;
3. João Maria de Saldanha Oliveira Juzarte Figueira e Sousa, 3.º Conde de Rio Maior;
4. António José de Saldanha Oliveira Juzarte Figueira e Sousa, 4.º Conde e 1.º Marquês de Rio Maior.

Após a Implantação da República Portuguesa e o fim do sistema nobiliárquico, usaram o título:

1. João de Saldanha Oliveira Juzarte Figueira e Sousa, 5.° Conde e 2.º Marquês de Rio Maior;
2. João Vicente de Saldanha Oliveira Juzarte  Figueira e Sousa, 6.° Conde e 4.º Marquês de Rio Maior, 3.º Conde da Azinhaga;
3. João Neto de Saldanha de Oliveira e Sousa, 7.º Conde de Rio Maior.[2]